# Габо Ђара
Габо Ђара (енгл. Gabo Djara) је роман српског и аустралијског писца и антрополога Сретена Божића. Писан је алегорично у форми бајке. Објављен је под његовим књижевним псеудонимом Б. Вонгар (енгл. B. Wongar), а припада нуклеарном циклусу. Прво оригинално издање овог романа, на енглеском језику приредила је издавачка кућа „Dodd, Mead and Co.” 1. јануара 1987. године, а превод на српски језик и његово публиковање кућа „Јасен” 2012. године. Српски превод имена романа са домородачког језика је Зелени мрав. Превод на српски језик је прегледао и одобрио писац.

## Осврти на књигу
У свом интервјуу, Р. Вилбенкс (енгл. R. Willbanks) је Божићу поставио следеће питање:
"У Вашем најновијем роману, Габо Ђара, Ви пишете: „Племенски човек више не постоји а свет белога човека је потонуо у хаос ... ово ствара потребу за маштом.” Шта бисте могли рећи о роману и његовој машти?"
Божић одговара:
"Габо Ђара је о свету који настаје после рударских активности и бацања бомби. То је период радиоактивног загађења. Габо Ђара је производ радијације која се [је] проширила на цели свет."
По Вилбанксу, огромни зелени мрав Габо Ђара комична је фигура која шири радијацију светом, доручкује са краљицом, иде у посету америчком председнику и аустралијском парламенту у Канбери. За све људе са којима Габо Ђара ступа у контакт, Божић у интервјуу каже да су у неком смислу зли. Сви су они директно или у неком пасивном смислу криви за нуклеарну катастрофу која је задесила аустралијске домороце.
У контексту Божићеве „Нуклеарне трилогије” (Валг [1983], Каран [1985] и Габо Ђара [1987]), Џ. Двајер (енгл. J. Dwyer) види трагедију аустралијских домородаца као универзалну трагедију целог света. Сва три романа су скуп неуморних напора чији је циљ да се демистификује то што се догодило: откриће уранијума, ужаси ископавања уранијумове руде и нуклеарних тестова, истребљење домородаца радијацијом и медицинским експериментима, као и разарање и уништење природног хабитата домородаца који је за њих извор живота те њиховог народног идентитета.
А. Петровић у поговору ове књиге каже да модерни читалац ово дело може најлакше да схвати као бајку. За Божића каже да је у Горњој Трешњевици одрастао на бајкама. Књига је изнутра слична Андерсеновом Царевом новом оделу, причи о невидљивом ткању које је заробило свет опсеном. Свет белаца, гоњен енергијом украденом од Земље, стално разара живот пресвлачећи цара у нове одоре. Мрав Габо Ђара је Андерсеново дете које узвикује „Цар је го!”.
Д. Метјуз примећује да је овај роман посвећен Пру Грив (енгл. Prue Grieve), за коју каже да је била Сретенова бивша партнерка и уредница романа.